# Бъфало Билс
Бъфало Билс (на английски: Buffalo Bills) е отбор по американски футбол, базиран в Бъфало, Ню Йорк. Състезават се в Източната дивизия на Американската футболна конференция на Националната футболна лига. Срещите си играят на Ралф Уилсън Стейдиъм в Орхид Парк, Ню Йорк, а от 2008 до 2012 играят и по 1 среща от редовния сезон в Торонто, Канада.
Билс са създадени през 1960 година и първоначално са членове на Американската Футболна Лига (АФЛ). Присъединяват се към НФЛ при сливането на двете лиги през 1970. Два пъти са шампиони на АФЛ – през 1964 и 1965, но никога не са печелили Супербоул. Бъфало са единствения отбор, печелил 4 пъти поред конференцията си, единствения отбор участвал 4 пъти поред в Супербоул и единствения отбор загубил 4 поредни Супербоула – през 1990, 1991, 1992 и 1993.
Бъфало Билс са единственият отбор от НФЛ, който играе срещите си на територията на щата. И Ню Йорк Джетс, и Ню Йорк Джайънтс играят на МетЛайф Стейдиъм, който е в Ню Джърси.

## Факти
Основан: през 1959; присъединява се към Националната футболна лига през 1970 година при сливането на двете главни професионални футболни лиги по времето – Националната футболна лига (НФЛ) и Американската Футболна Лига (АФЛ).
Основни „врагове“:: Маями Долфинс, Ню Инглънд Пейтриътс
Носители на Супербоул: (0)
Шампиони на Американската Футболна Лига (АФЛ): (2)
- 1964, 1965

Шампиони на конференцията: (4)
- АФК: 1990, 1991, 1992, 1993

Шампиони на дивизията: (12)
- АФЛ Изток:1964, 1965, 1966
- АФК Изток: 1980, 1988, 1989, 1990, 1991, 1993, 1995, 2020, 2021

Участия в плейофи: (21)
- АФЛ: 1963, 1964, 1965, 1966
- НФЛ: 1974, 1980, 1981, 1988, 1989, 1990, 1991, 1992, 1993, 1995, 1996, 1998, 1999, 2017, 2019, 2020, 2021